# Odciski stóp diabła

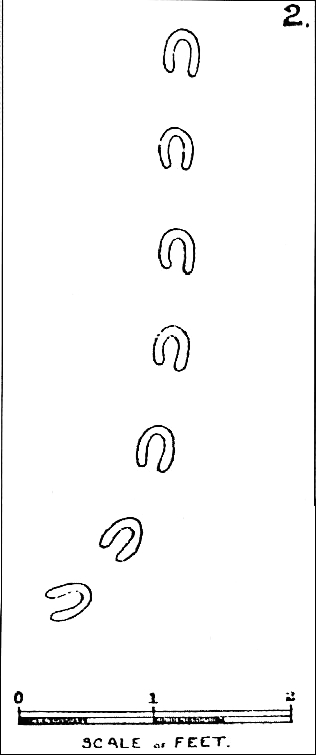
Tropy odrysowane na papierze

Odciski stóp diabła (ang. Devil's Footprints) – niewyjaśniony fenomen który wystąpił w hrabstwie Devon w Anglii w 1855 roku, polegał on na pojawieniu się na śniegu dziwnych tropów w kształcie odwróconej litery U. W Polsce zjawisko znane jest pod nazwą Diabeł z Devonshire. Trop tych śladów miał 40-100 mil (65-170 km) długości i tworzył kręte linie. Ślady zostały tak nazwane ponieważ niektórzy ludzie wierzyli że zostawił je sam diabeł i pod taką nazwa weszły do folkloru Anglii.

## Incydent
W nocy z 8 na 9 lutego 1855 roku po znacznym opadzie śniegu pojawiły się na polach i w lasach ślady przypominające odciski podków. Szerokość śladów miała od 1,5 do 2,5 cali (3,75 do 6,25 cm) odstępy między nimi wynosiły ok. 8 cali (20 cm). Tworzyły pojedynczą linię, jakby zostawiała je istota dwunożna. Co więcej, ślady widoczne były nawet na stromych dachach domostw i szczytach charakterystycznych dla południowo-zachodniej Anglii murków granicznych, świadcząc rzekomo o tym, że „istocie” przeszkody terenowe nie przeszkadzały. Ślady biegły od Exmouth, przez Topsham przecinając estuarium rzeki Exe, przez Dawlish i Teignmouth.

## Próby wyjaśnienia
Najśmielsze wyjaśnienie zagadki przedstawił Manfri Frederick Wood w książce In the Life of a Romany Gypsy. Twierdził, że według przekazów rumuńskich, ślady były dziełem doskonale zharmonizowanych wysiłków siedmiu rodów cygańskich, posługujących się czterystoma parami szczudeł zakończonych butami o rozmiarze 27! Celem ich obrzędowego tańca było odstraszenie złych duchów Didekai i Piki i przepędzenie ich z okolicy. Żadne znane zjawisko meteorologiczne nie mogło przyczynić się do powstania takich śladów. Także prawie wszystkie "podejrzane" zwierzęta są za duże. Ponadto świadkowie twierdzili, że po pamiętnej nocy w lutym niektóre ślady biegły wewnątrz rynien i małych otworów w żywopłotach, a czasem urywały się gwałtownie pośrodku pola.
Jedyną istotą, która mogła pozostawić takie ślady w niezwykłych miejscach jest mysz zaroślowa Apodemus sylvaticus. Zwierzątko jest wspaniałym akrobatą i doskonale wspina się po różnych powierzchniach. Może także przebiec wewnątrz rynny i przecisnąć się przez maleńki otwór. Mysz biegnąca przez otwarte zaśnieżone pole jest dobrze widoczna i może łatwo paść łupem sowy, co tłumaczyłoby nagłe urywanie się śladów. Zoolog Alfred Leutscher, który ponownie analizował ten przypadek w 1964 r., stwierdził, że cztery łapki myszy skaczącej po śniegu pozostawiają ślady podobne do podkowy, takie jakie zaobserwowano w Devon. Sam Leutscher wielokrotnie widywał podobne tropy w śniegu w Epping Forest, podczas srogich zim w latach 1962-63. Z braku pożywienia miejscowe myszy zaroślowe mogły śmiało wyprawić się na poszukiwanie strawy, co wyjaśnia także, dlaczego później, kiedy zimy były łagodniejsze, ślady widywano bardzo rzadko. Problem w tym, że jak na mysz ślady są zbyt duże.

## Polski akcent
17 marca 1855 roku korespondent Illustrated London News pisał z Heidelbergu − powołując się na autorytet nie wymienionego z nazwiska „polskiego doktora medycyny” − że na Piaskowej Górze, niewielkim wzniesieniu na granicy Galicji, ale jeszcze w granicach Królestwa Polskiego, takie ślady na śniegu widać każdej zimy, a czasami także na piasku i że „miejscowa ludność przypisuje to siłom nadprzyrodzonym”.